# Trnovec
Trnovec és un poble i municipi d'Eslovàquia que es troba a la regió de Trnava, a l'oest del país. El 2023 tenia 290 habitants.

## Història
La primera menció escrita de la vila es remunta al 1548.

## Demografia
| Godina             | 1994 | 2004   | 2014   | 2024   |
| ------------------ | ---- | ------ | ------ | ------ |
| Nombre de persones | 331  | 316    | 315    | 290    |
| Diferència         |      | −4,53% | −0,31% | −7,93% |

| Godina             | 2023 | 2024 |
| ------------------ | ---- | ---- |
| Nombre de persones | 290  | 290  |
| Diferència         |      | +0%  |